# Agronutris
Agronutris est une entreprise française spécialisée dans l’élevage et la transformation d’insectes en protéines à destination de l’alimentation animale et humaine. L'entreprise est fondée en 2011 par Cédric Auriol (fondateur de Micronutris) et Mehdi Berrada (ancien PDG de chez Poult Biscuit International).
Le siège d'Agronutris et son centre de recherche sont basés à Saint-Orens, au sud-est de Toulouse. Une usine est en cours de construction dans le nord-est de la France, à Rethel. La société est composée de 59 personnes.

## Histoire
En 2018, après sept ans de recherche au sein de Micronutris, Cédric Auriol s'associe à Mehdi Berrada pour fonder Agronutris. L'entreprise produit alors des protéines à base d'insectes pour l'alimentation animale. A cette même période, l'entreprise met en place un système de management basé sur les théories de l'entreprise libérée.
Le 30 septembre 2021, Agronutris obtient un financement de 100 millions d’euros, dont la moitié en fonds propres, pour construire deux usines de protéines pour les fabricants d'aliments des animaux de compagnie et pour la pisciculture. BPI France et Mirova rejoignent alors le tour de table.

## Produits

### Alimentation animale
Agronutris élève la mouche soldat noire et la transforme pour produire de la farine protéinée et de l'huile à destination des marchés de l'aquaculture et des animaux domestiques. Celles-ci sont abattues à l'état larvaire, avant l'âge adulte.
La mouche soldat noire est un insecte qui consomme tous types d'aliments, allant du coproduit industriel au déchet alimentaire. Elle convertit ces aliments à faible valeur en protéines animales de haute qualité. La farine issue du procédé de transformation possède un profil complet en acides aminés essentiels et un taux en vitamines et minéraux supérieur aux sources animales habituelles. L'huile issue du procédé est quant à elle riche en acide laurique et hypoallergénique. À l'issue de la phase de transformation des insectes, les résidus organiques et les déjections produites sont transformés en engrais organique.

### Alimentation humaine
À la suite du dépôt par Agronutris d’un dossier Novel Food début 2018, l'entreprise reçoit, le 13 janvier 2021, le feu vert de l'autorité sanitaire européenne (Efsa) pour la commercialisation du ver de farine. Cet accord reconnaît comme sûr l’usage des insectes dans une multitude de produits alimentaires tels que les barres de céréales, les biscuits, les pâtes protéinées, ou les plats préparés. L'avis de l'EFSA a été confirmé le mardi 4 mai 2021 par les États membres, qui ont donné leur autorisation à la mise sur le marché des insectes d'Agronutris en tant qu'aliments. Aujourd'hui, quatre autorisations Novel Food ont été validées dans le secteur européen de l'insecte.